# Ludwig Popp
Ludwig Popp (* 3. Juli 1911 in Kulmbach, Oberfranken; † 24. Mai 1993 in Bimöhlen, Holstein) war ein deutscher Bakteriologe.

## Leben
Nach dem Abitur an der Oberrealschule Bayreuth studierte Ludwig Popp ab dem Sommersemester 1930 Medizin an der Julius-Maximilians-Universität Würzburg, später in München, Heidelberg, Brünn, Düsseldorf und abschließend wieder in Würzburg. Er wurde Mitglied des Corps Rhenania Würzburg (1930) und des Corps Marchia Brünn (1933). Im November 1935 bestand er das medizinische Staatsexamen. Nach der Promotion im Jahre 1936 erhielt er 1937 die Approbation.
Er vertrat zunächst Landärzte in Oberfranken, wendete sich dann aber der Ausbildung in Bakteriologie und Hygiene im Krankenhaus St. Georg in Hamburg zu. Zu Beginn des Zweiten Weltkrieges wurde er zur Luftwaffe eingezogen, erst als Flieger, dann kurz als Truppenarzt. Er wurde zur Abteilung für Bakteriologie und Serologie am Hamburger UKE und 1942 für zwei Jahre an das Hygienische Institut der Universität Würzburg kommandiert. 1944 wurde er zum stellvertretenden Leiter der Bakteriologisch-hygienischen Untersuchungsstelle der Luftwaffe in Paris ernannt und anschließend als Leiter des Luftgaus 5 in Westfrankreich (Arras), Essen und bis zum Kriegsende in Bad Harzburg eingesetzt.
Nach Kriegsende ging er als wissenschaftlicher Oberassistent zum Medizinaluntersuchungsamt Braunschweig. 1948 wurde er dessen kommissarischer Leiter. 1950 wurde er zum Leiter dieses Instituts, zunächst als Medizinalrat und zuletzt als Medizinaldirektor, ernannt. 1949 wurde er zum Lehrbeauftragten und 1960 zum Honorarprofessor für Bakteriologie und Hygiene der Technischen Hochschule Braunschweig berufen. Im Jahre 1975 wurde er pensioniert. Neben diesen Tätigkeiten gründete er eine MTA-Schule, die er auch noch nach seiner Pensionierung leitete, wie er auch weiterhin Vorlesungen an der Technischen Universität Braunschweig hielt.
Ludwig Popp verfasste etwa einhundert wissenschaftliche medizinische Arbeiten über Bakteriologie, Wasserhygiene, Salmonelleninfektionen und Rindertuberkulose sowie deren Übertragung auf den Menschen, die in den wichtigsten nationalen und internationalen Fachzeitschriften veröffentlicht wurden.
Ludwig Popp war ein anerkannter Kunstsammler und Mitglied in wissenschaftlichen und kulturellen Vereinigungen wie der Kestner-Gesellschaft in Hannover, der Raabe-Gesellschaft in Braunschweig, den Freunden der Plassenburg oder Den ehrlichen Kleidersellern zu Braunschweig. Nach der Pensionierung widmete er sich mit seiner Frau Cecilie zahlreichen historischen Studien, vornehmlich zur Geschichte seiner Heimatstadt Kulmbach.

## Ehrungen
- Stadtmedaille der Stadt Kulmbach (1978)
- Verdienstkreuz am Bande des Niedersächsischen Verdienstordens (1980)
- Ehrenplakette der Ärztekammer Niedersachsen (1988)

## Schriften
- Ueber die Patentexbehandlung der weiblichen Gonorrhoe. Würzburg 1936, DNB 571482724.
- Eine Feldfieberepidemie bei Erbsenpflückern, Neue Erkenntnisse über die Feldfieberepidemiologie. in: Medical Microbiology and Immunology. Bd. 131, Nr. Heft 6, 1950.
- Ueber die Ursachen des Coligehaltes der Konsummilch. Nürnberg 1951, DNB 453821871.
- Quantitativ-bakteriologische Grundlagen der Chlorung von Trinkwasser. Braunschweig 1951.
- Hygiene und Abwasserverregnung: Ein Erfahrungsbericht. Hiltrup b. Münster (Westf.) 1956, DNB 364480319.
- mit Ingrid Strauss: Das immunologische Bild der Nierentuberkulose, The immunological aspect of renal tuberculosis. in: Research in Experimental Medicine. 155 (2), 1971.
- mit Ernst Strassner: Der Maler und Graphiker Christian Strassburger: 1908–1945. Kulmbach 1972, DNB 730453561.
- Geschichte der alten Kulmbacher Apotheken. Kulmbach 1977, DNB 780601874.
- Die Reformation in Kulmbach und ihre Vorgeschichte. Kulmbach 1978, DNB 790487519.
- Die Geschichte der Gutteter aus Kulmbach. Kulmbach 1984, DNB 850175585.
- Neue Erkenntnisse zur Biographie des Hans von Kulmbach, genannt Hans Suess. Kulmbach 1985, DNB 860927628.
- Das Human-Tuberkulin. Braunschweig 1988, DNB 880498439.